# Marius Sowislo
Marius Adrian Sowislo (* 14. November 1982 in Bytom, Polen) ist ein ehemaliger deutscher Fußballspieler. Der Mittelfeldspieler stand zuletzt beim 1. FC Magdeburg unter Vertrag.

## Karriere
Sowislo wurde im schlesischen Bytom in Polen geboren, verbrachte aber den Großteil seiner Kindheit in Westfalen. Seine Laufbahn begann er in der Jugend des VfL Bochum (spielte dort in der C-Jugend) und später beim Werner SV. 2003 schloss er sich der DJK TuS Hordel an und absolvierte hier seine ersten Spiele im Herrenbereich. 2004 wechselte er zum Wuppertaler SV, bei dem er zwischen erster und zweiter Mannschaft pendelte und bei beiden regelmäßig zu Einsätzen kam. 2005 konnte Sowislo mit der ersten Mannschaft den Gewinn des Niederrheinpokals feiern.
2006 schloss er sich Preußen Münster an, wo er fortan nur in der ersten Mannschaft zum Einsatz kam. Nach einer durchschnittlichen Spielzeit 2006/07 gelang in der Saison 2007/08 das Double aus Meisterschaft in der Oberliga Westfalen und dem damit verbundenen Aufstieg in die Regionalliga West sowie dem Erfolg im Westfalenpokal. Auch die erste Regionalliga-Spielzeit 2008/09 gestaltete sich erfolgreich: Man konnte  einen guten vierten Platz in der Liga einfahren und zudem die Titelverteidigung im Westfalenpokal feiern. In drei Jahren bestritt Sowislo 79 Liga-Partien für Münster und erzielte 23 Tore.
Im Sommer 2009 wechselte er zum 1. FC Kleve, der aus der Regionalliga West abgestiegen war. In der NRW-Liga-Saison 2009/10 erreichte Sowislo mit Kleve einen Mittelfeldplatz. In der Folgesaison folgte dann eine schlechte Hinrunde des Vereins, der sich Ende Dezember vom Spielbetrieb abmelden musste, womit Sowislo vereinslos wurde. Er wechselte zum 1. Januar 2011 zu den Sportfreunden Siegen, wo er sich sofort zum Stammspieler entwickelte. Nach fünf Spielen für die Siegener zog sich Sowislo jedoch einen Mittelfußbruch zu und fiel für den Rest der Saison sowie die ersten vier Monate der Folgesaison aus. Am 4. Dezember 2011 gab Sowislo sein Comeback und spielte daraufhin noch einige Male für die Sportfreunde, konnte sich aber nicht mehr in der Mannschaft etablieren, mit der er am Saisonende den Aufstieg in die Regionalliga West schaffte. Insgesamt absolvierte Sowislo 18 Liga-Partien für Siegen.
2012 wechselte er in die Regionalliga Nordost zum 1. FC Magdeburg. Nach einiger Anlaufzeit in der Spielzeit 2012/13 wurde Sowislo zum Stammspieler und konnte mit dem FCM den Landespokal gewinnen. Zur Spielzeit 2013/14 wurde Sowislo neuer Mannschaftskapitän der Magdeburger und führte sie auf den zweiten Tabellenplatz hinter dem souveränen Meister TSG Neustrelitz. In dieser Saison, in der Sowislo fast jede Pflichtspielminute für Magdeburg spielte, konnte erneut der Landespokal gewonnen werden. In der Saison 2014/15 wurde Sowislo mit dem FCM Meister der Fußball-Regionalliga Nordost. Auch in den Aufstiegsspielen zur 3. Liga stand er auf dem Feld. In diesen bezwang man die Kickers Offenbach und machte somit den Aufstieg perfekt.
Sein Drittliga-Debüt absolvierte Sowislo am 1. Spieltag der Spielzeit 2015/16, dem 24. Juli 2015, beim 2:1-Auftakterfolg über den FC Rot-Weiß Erfurt. Sein erstes Drittliga-Tor erzielte der Spieler per Elfmeter am 4. Spieltag. 2018 stieg er mit dem 1. FC Magdeburg in die 2. Fußball-Bundesliga auf. Im Anschluss beendete er seine Laufbahn als Spieler.

## Erfolge
Wuppertaler SV
- Niederrheinpokalsieger: 2004/05

Preußen Münster
- Meister der Oberliga Westfalen: 2007/08
- Westfalenpokalsieger: 2007/08, 2008/09

Sportfreunde Siegen
- Aufstieg in die Regionalliga West: 2011/12

1. FC Magdeburg
- Landespokalsieger: 2012/13, 2013/14, 2016/17
- Meister der Regionalliga Nordost: 2014/15
- Aufstieg in die 3. Liga: 2014/15
- Aufstieg in die 2. Bundesliga: Saison 2017/18